# Ruusmäe
Ruusmäe (Duits: Rogosinsky) is een plaats in de Estlandse gemeente Rõuge, provincie Võrumaa. De plaats heeft de status van dorp (Estisch: küla).
Tot in oktober 2017 lag Ruusmäe in de gemeente Haanja. In die maand werd Haanja bij de gemeente Rõuge gevoegd.

## Bevolking
Het dorp had 166 inwoners op 31 december 2011 en 148 inwoners op 31 december 2021.

## Ligging
Bij Ruusmäe liggen enkele meertjes. De grootste zijn het Ruusmäe järv (1,3 ha) en het Härmajärv (3,3 ha).

## Geschiedenis
Ruusmäe werd in 1591 voor het eerst genoemd als landgoed onder de naam Stanislaw Rogozinski. Het landgoed ontleende zijn naam aan de Poolse eigenaar. Het landgoed zou nog lang zijn naam blijven dragen: in 1627 Roggosinsken Hoff, in 1798 Rogosinsky en in 1939 heette de plaats nog steeds Rogosi. In 1938 werd de toenmalige gemeente Laitsna-Rogosi herdoopt in Ruusmäe; de hoofdplaats van de gemeente werd ook al spoedig Ruusmäe genoemd. In 1952 heette de plaats ook officieel zo. Het landhuis van het voormalige landgoed heet nog steeds Rogosi mõis.
Na Rogozinski was het landgoed in handen van de familie von Liebsdorff en vanaf 1776 van de familie von Glasenapp. De bouw van het landhuis begon onder de familie von Liebsdorff en werd voltooid onder de familie von Glasenapp. In 1919 werd het landgoed, zoals bijna alle landgoederen, door het onafhankelijk geworden Estland onteigend. Viktor von Glasenapp was de laatste eigenaar.
Het landhuis is gebouwd rond een binnenplaats. De bezoeker komt binnen door een poort bekroond door een lantaarn. In het poortgebouw is een museum voor de plaatselijke geschiedenis gevestigd. Het landhuis zelf wordt sinds 1934 gebruikt als school. Een deel is in gebruik als hotel-restaurant.

## Foto's

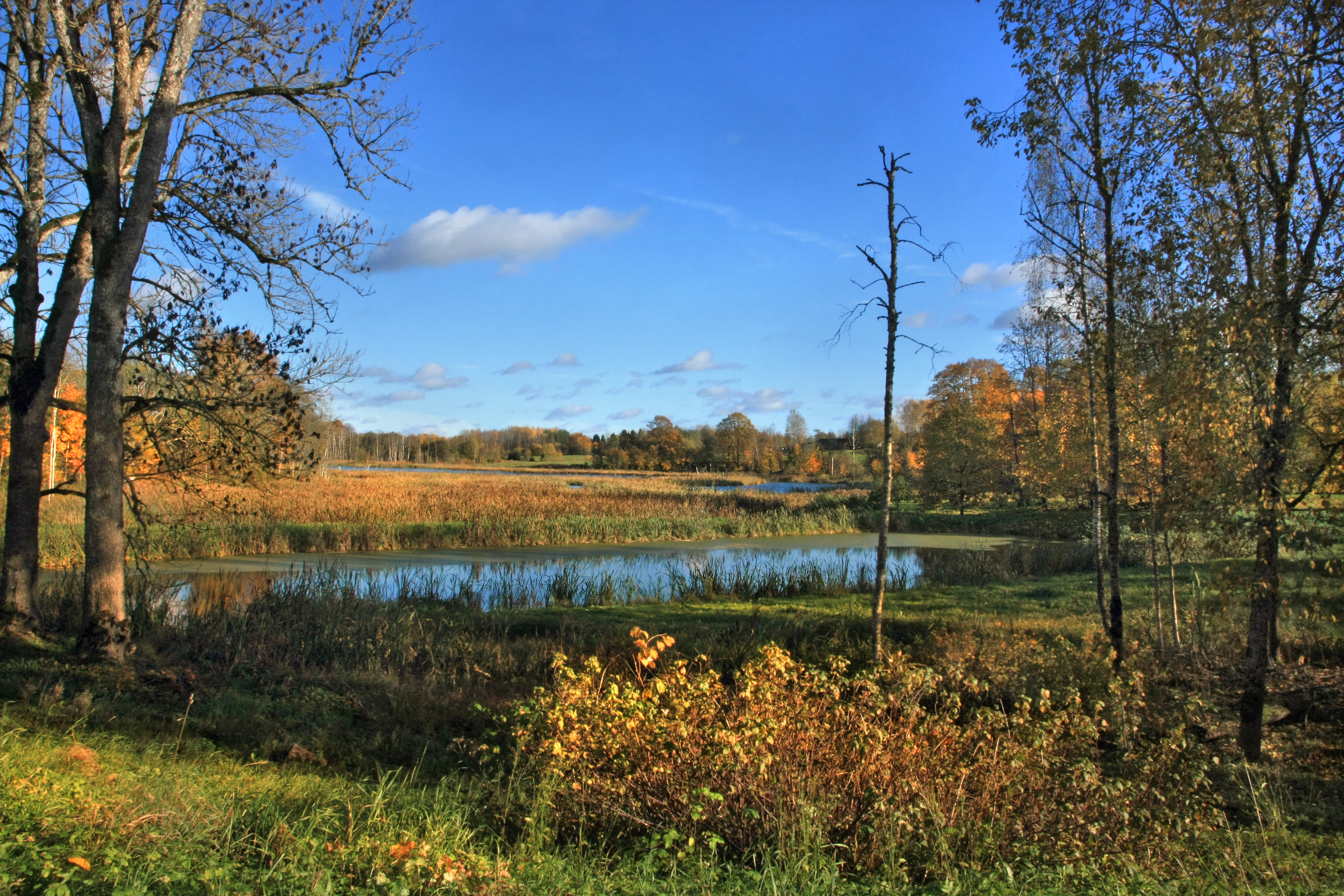
Het Härmajärv bij Ruusmäe
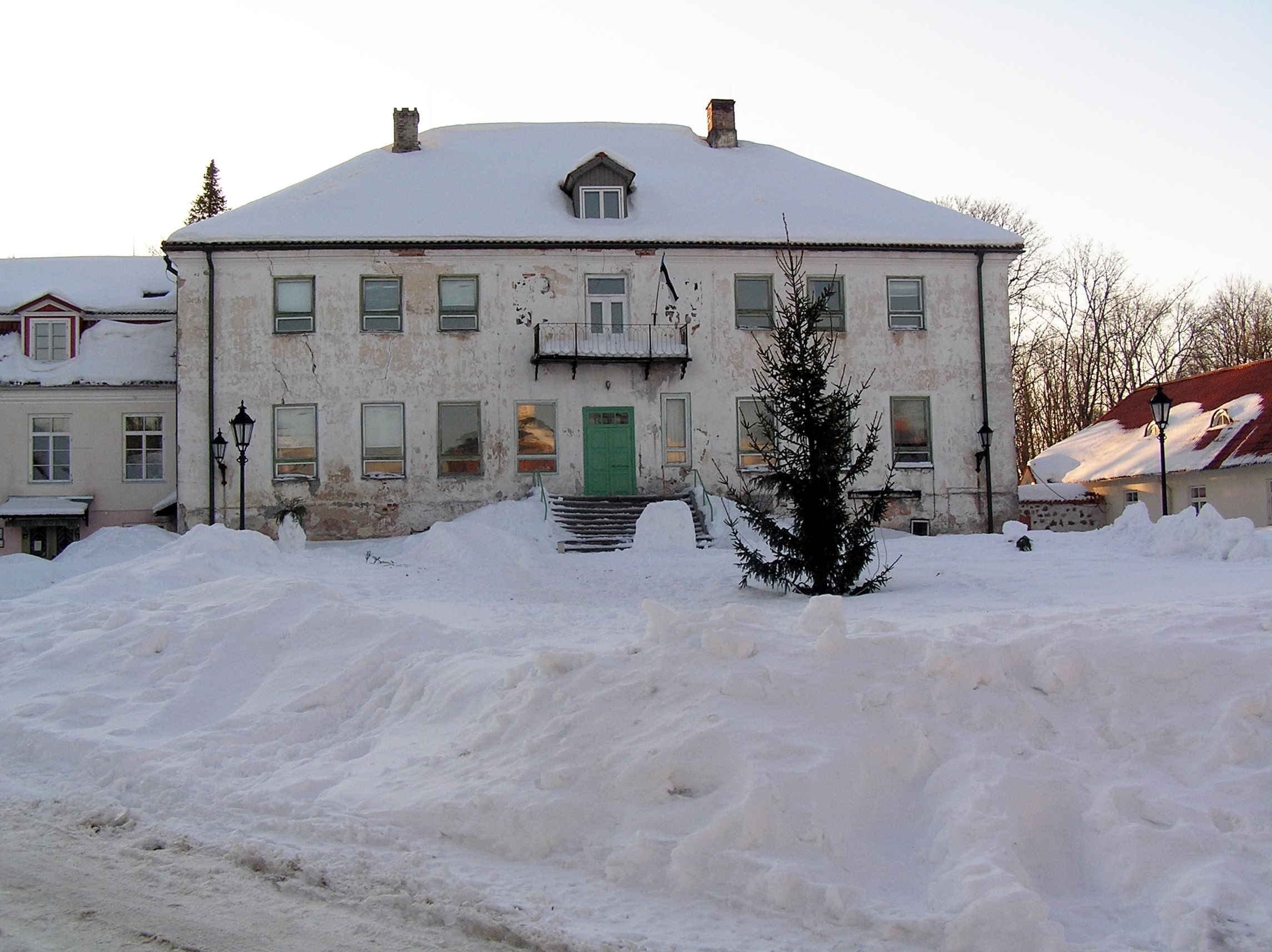
Het landhuis van Rogosi
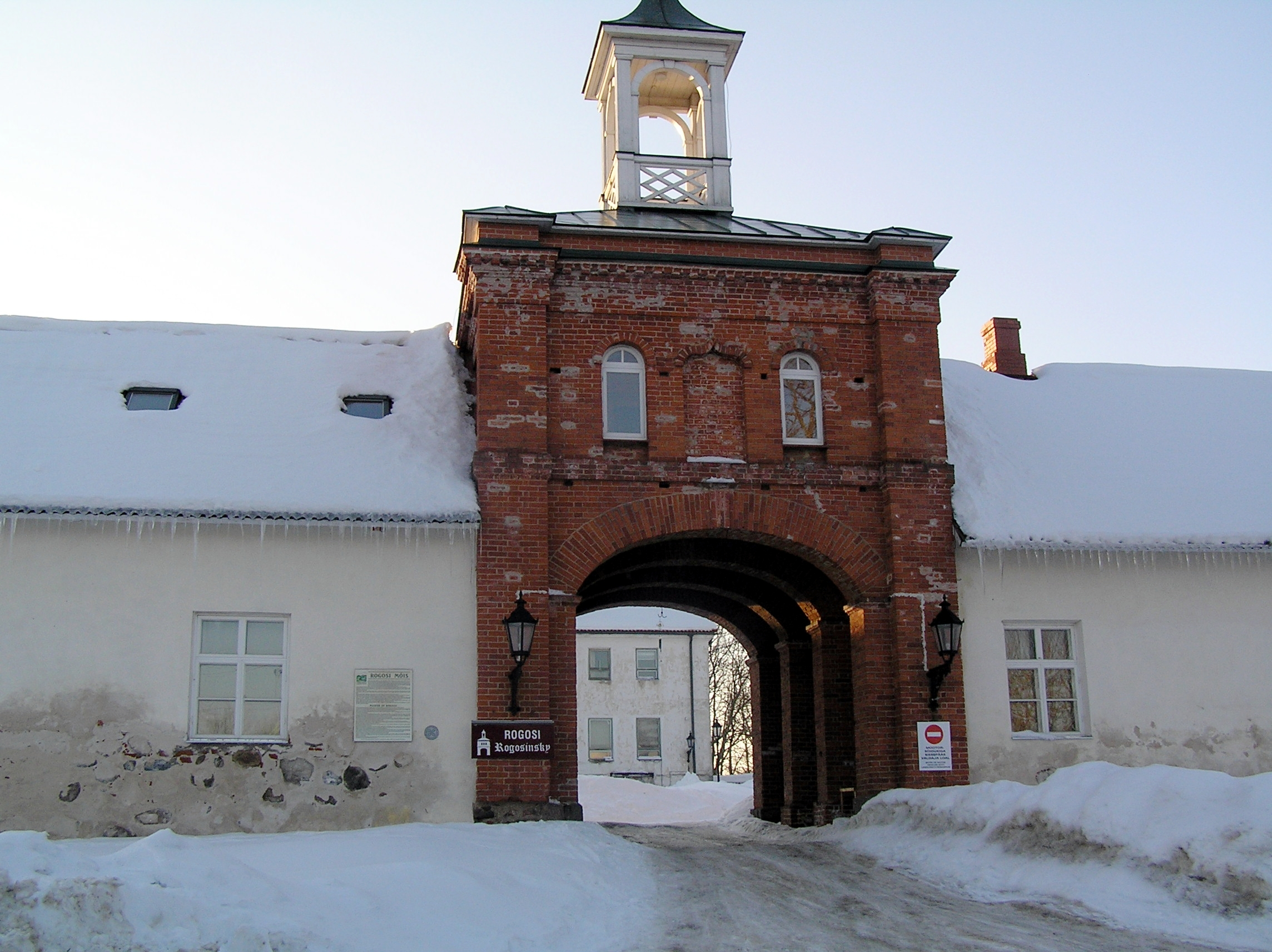
Toegangspoort tot de binnenplaats